# 살바토르 문디 (레오나르도 다 빈치)
살바토르 문디(Salvator Mundi)는 레오나르도 다 빈치의 회화 작품이다. 1500년도경에 그려진 것으로 추측되며 2005년 발견되었다. 이 작품은 오랫동안 유실품이었으며, 2011년 전시되었다. 2017년 11월 15일 뉴욕의 크리스티스 경매에서 4억 5,030만 달러에 낙찰되어 사상 최고액을 달성했다.